# Chiloconger philippinensis
Chiloconger philippinensis är en fiskart som beskrevs av Smith och Emma S. Karmovskaya 2003. Chiloconger philippinensis ingår i släktet Chiloconger och familjen havsålar. Inga underarter finns listade i Catalogue of Life.